# Bonitätsindex
Ein Bonitätsindex ist ein Maßstab zur Beurteilung der Kreditwürdigkeit einer natürlichen oder juristischen Person und entspricht einem Kapitalmarktrating. Der Bonitätsindex dient als Prognosewert zur Beurteilung der Zahlungsfähigkeit einer Person und basiert auf einer Vielzahl von Kennwerten (z. B. Eigenkapital, Liquidität, Erlös, Zahlungsverhalten). Ein Vertragspartner kann dadurch besser ein Zahlungs- oder Insolvenzrisiko bei einem Vertragsschluss abschätzen.
In der Regel bedeutet ein kleiner Wert eine gute und ein großer Wert eine schlechte Bonität.

## Beispiel einer Einteilung des Bonitätsindexes
Creditreform erstellt einen Score von 100–600 Punkten mit den folgenden Bedeutungen:
| Bonitätsindex | Bedeutung              | Ausfallwahrscheinlichkeit |
| ------------- | ---------------------- | ------------------------- |
| 100–149       | ausgezeichnete Bonität | 0,20 %                    |
| 150–199       | sehr gute Bonität      | 0,35 %                    |
| 200–249       | gute Bonität           | 0,84 %                    |
| 250–299       | mittlere Bonität       | 1,99 %                    |
| 300–349       | schwache Bonität       | 6,97 %                    |
| 350–499       | sehr schwache Bonität  | 15,05 %                   |
| 500           | mangelhafte Bonität    |                           |
| 600           | ungenügende Bonität    |                           |

Die Bonität von grenzüberschreitend agierenden Unternehmen ist schwieriger zu beurteilen, da sie möglicherweise bei ausländischen Banken verschuldet sind. Aus diesem Grund wurde zwischen den Ländern Deutschland, Belgien, Frankreich, Italien, Österreich, Portugal und Spanien ein gemeinsames Kreditregister bei der EZB eingerichtet. Aufgeführt sind dort Unternehmenskredite ab 25.000 Euro.